# Oncocalyx cordifolius
Oncocalyx cordifolius är en tvåhjärtbladig växtart som beskrevs av D. Wiens & R.M. Polhill. Oncocalyx cordifolius ingår i släktet Oncocalyx och familjen Loranthaceae. Inga underarter finns listade i Catalogue of Life.